# Trummer
Trummer är en ö i republiken Irland.   Den ligger i grevskapet An Clár och provinsen Munster, i den centrala delen av landet, 200 km väster om huvudstaden Dublin.
Terrängen på Trummer är mycket platt.